# Фенилгидроксиламин
Фенилгидроксиламин — органическое соединение с формулой C6H5NHOH.

## Получение
Фенилгидроксиламин можно получить путем восстановления нитробензола цинком в присутствии NH4Cl:
Также его можно получить гидрированием нитробензола гидразином над родиевым катализатором в среде ТГФ, при 30 °С:

## Химические свойства

Купферрон, реагент для качественного неорганического анализа, получают из фенилгидроксиламина.

Фенилгидроксиламин нестабилен: при нагревании и в присутствии сильных кислот легко перестраивается в 4-аминофенол посредством перегруппировки Бамбергера:
Окисление фенилгидроксиламина дихроматом дает нитрозобензол.
Соединение конденсируется с бензальдегидом с образованием дифенилнитрона:
{\displaystyle {\ce {C6H5NH(OH) + C6H5CHO -> C6H5N(O)=CHC6H5OH + H2O}}}
Фенилгидроксиламин подвергается атаке со стороны источников NO + с образованием купферрона:
{\displaystyle {\ce {C6H5NHOH + C4H9ONO + NH3 -> NH4[C6H5N(O)NO] + C4H9OH}}}
Фенилгидроксиламин является промежуточным веществом в реакции окисления анилина до нитрозобензола